# Torre Telecom Italia (Roma)
La torre delle telecomunicazioni di Telecom Italia di Roma (conosciuta anche come torre Laurentina) è una torre adibita alle telecomunicazioni alta 178 metri (senza traliccio 132 metri).
Situata in via Mario Carucci, nel quartiere Giuliano-Dalmata; costruita nel 1983, la base della torre è posta a 42 metri di altitudine e la sua cima, raggiungendo i 220 metri di quota, al 2016 è il punto più alto della città.

## Dettagli
- Altezza del basamento della zona con speroni: 53,50 m
- Diametro piattaforma di base: 36,00 m
- Diametro esterno del fusto: 6,40 m
- Diametro sala operativa: 13,40 m
- Diametro sala operativa grande: 21,40 m
- Calcestruzzo impiegato per fondazione e torre: 10 000 mc
- Ferro impiegato: 1000000 kg
- Peso complessivo dell'opera: 25000 t
- La torre è dimensionata per resistere a venti della velocità di 200 km/h
- La massima oscillazione è pari a 40 cm